# Церковь Святых Космы и Дамиана (Блехнарка)
 Памятник культуры Малопольского воеводства: регистрационный номер 574 от  20 марта 1990 года.
Церковь святых Космы и Дамиана (пол. cerkiew Świętych Kosmy i Damiana) — бывшая грекокатолическая, в настоящее время православная церковь. Находится в центре села Блехнарка, Горлицкий повят, Малопольское воеводство. Приход входит в Новосонченский деканат Перемышльской и Новосондецкой епархии Польской православной церкви. Памятник Малопольского воеводства.

## История
Церковь святых Космы и Дамиана была построена в 1801 году. Первоначально храм принадлежал грекокатолической общине. После выселения большинства местного населения во время операции «Висла» в западные районы Польши церковь до 1958 года не действовала и в ней находилась овчарня. В 1958 году в село вернулось несколько высланных лемковских семей и храм был передан в аренду Польской православной церкви.
20 марта 1990 года храм был внесён в реестр памятников Малопольского воеводства (№ 574).
В 2009 году церковь была передана в собственность Польской православной церкви.

## Описание
Храм построен в характерном для западнолемковской архитектуры трёхкупольном стиле XIX века. Церковь огорожена небольшой каменной стеной. Храм разделяется на башню, неф и пресвитериум. Над входом в храм располагается башня, служащая колокольней. В 1988 году на церковной территории был установлен памятный крест в честь 1000-летия Крещения Руси. На кресте прикреплена памятная табличка в память о депортации местного населения в 1947 году.
Внутри храма находится иконостас, датируемый 1865 годом.

## Источник
- G. i Z. Malinowscy, E. i P. Marciniszyn, Ikony i cerkwie. Tajemnice łemkowskich świątyń, Carta Blanca, Warszawa 2009, ISBN 978-83-61444-15-2